# Eleanor Bodel
Eleanor Bodel, ursprungligen Bodil Eleonora Olsson, född 7 juni 1948 i Nacka, är en svensk projektledare och tidigare sångerska.
1968 inledde hon en karriär som sångartist, efter att Lennart Hegland i Hep Stars lockat henne till att provsjunga för Bengt Palmers och Åke Gerhard på skivbolaget Olgas. Som utbildad herr- och damskräddare hade hon då tillverkat scenkläder åt olika artister – inklusive åt Hep Stars. En anställd på skivbolaget föreslog artistnamnet Eleanor Bodel. 
Som artist på egen hand blev hon känd för sånger som "Jag önskar att det alltid vore sommar", en svensk version av Carole Kings hit "It Might As Well Rain Until September", och "One Way Ticket"; den senare blev hennes riktiga genombrottslåt. Hennes karriär som artist pågick i 7–8 års tid (alternativt fram till 1972), och hon deltog i folkparksturnéer med bland andra Tommy Körberg och Janne Önnerud.
1976 flyttade Bodel till Ångermanland och bosatte sig i Nordmaling, där hon bor än. Hon köpte tillsammans med sin syster en restaurangrörelse som hon drev i femton års tid. Vid sidan av återupptagna studier var hon också delägare i ett behandlingshem för missbrukare. 
Sedan millennieskiftet driver Eleanor Bodel ett projekt för äldre betitlat "Kultur för seniorer, kultur och hälsa". Det är förlagt till grannkommunen Umeå. Hon grundade 2008 Generationskören i Umeå.

## Singlar
- "Jag önskar att det alltid vore sommar" / "Att le mot någon"
- "One Way Ticket" / "Together"
- "Keep Searchin' (We'll Follow the Sun)" / "From Now on"
- "Sunday Will Never Be the Same" / "To Love Somebody is to Hurt Somebody"
- "Love Me Please Love Me" / "The Girls Want the Boys"
- "Stupid Cupid" / "Surree Surrender"

## Samlings-LP
- "One Way Ticket och 9 andra melodier ur Eleanor Bodels produktion" (Olga Records LP 09)

- Sid 1.
- 1. One Way Ticket
- 2. Together
- 3. From Now On
- 4. The Girls Want The Boys
- 5.To Love Somebody Is To Hurt Somebody
- Sid 2.
- 1. Jag önskar att det alltid vore sommar
- 2. Love Me, Please Love Me
- 3. Sunday Will Never Be The Same
- 4. Att le mot någon
- 5. Keep Searchin'